# Cima (luchador)
Nobuhiko Oshima (大島 伸彦 Oshima Nobuhiko?) (15 de noviembre de 1977) es un luchador profesional japonés, más conocido por su nombre artístico Cima (usualmente estilizado en mayúsculas como CIMA), quien actualmente trabaja para Oriental Wrestling Entertainment (OWE), donde también se desempeña como presidente de la compañía y All Elite Wrestling (AEW) como luchador.
Oshima es famoso por su elevada carrera en Toryumon y Dragon Gate, siendo probablemente el luchador más popular de ambas empresas, y el único en haber ganado todos los títulos de dichas promociones. Por todo ello, Oshima es considerado uno de los mayores exponentes en la actualidad de la lucha libre profesional de Japón.

## Carrera
Nobuhiko había soñado desde su infancia con ser jugador de béisbol profesional, pero sus sueños cambiaron cuando con 16 años asistió con su hermano a un evento de Wrestle Association R y vio luchar a Último Dragón en él. Antes de todo, Oshima había tenido logros en artes marciales mixtas e incluso en categorías ligeras de sumo, de modo que la experiencia en cuadriláteros no le resultaba desconocida. Por ello, Oshima contactó con el mundo de la lucha libre y viajó a México, donde entrenó con Dos Caras antes de ser puesto bajo la tutela de Último Dragón mismo.

### Toryumon (1997-2004)
Después de entrenar en el Último Dragón Gym, Oshima debutó el 11 de mayo de 1997 en Toryumon México, siendo derrotado por Katsumasa Kuroki. Poco después cambió su nombre a Shiima Nobunaga y comenzó a aparecer como jobber en World Championship Wrestling, haciendo equipo ocasional con Tokyo Magnum y otros miembros de Toryumon; en su mayor momento en la empresa, Shiima fue introducido por Chris Jericho para intentar derrotar a The Cat, sin éxito. Por ello, tras un tiempo volvió a México, donde fue transferido a Japón. Allí Nobunaga se unió a Judo Suwa y Sumo Fuji para formar el stable Crazy MAX. El grupo, con Shiima como líder, se reveló heel, y se hizo famoso por sus ataques a otros luchadores, obteniendo a Yoshikazu Taru como nuevo miembro en el transcurso de uno de estos. Crazy MAX comenzó a aparecer en Michinoku Pro Wrestling, formando parte del SASUKE Gumi del recién tornado a heel SASUKE en contra de Masaru Seno, Naohiro Hoshikawa & Masato Yakushiji, aunque por poco tiempo; al final, Crazy MAX se volvió contra SASUKE y dejó MPW.
Tras ello, Crazy MAX se asentó en Toryumon Japan, donde se perfiló como la mayor facción heel de la promoción, a pesar de obtener una enorme popularidad por parte de los fanes, y entraron en un feudo con Magnum TOKYO. Nobunaga, quien comenzó a hacerse famoso por su estilo de lucha y por su atuendo caracterizado por mallas de tiras y gafas estilizadas, pronto quedó perfilado como uno de los ases de la promoción, y ganó el IWRG Intercontinental Welterweight Championship en un torneo al derrotar a Magnum TOKYO, mientras el resto del grupo conseguía innumerables victorias en combates por equipos. A finales de 1999, los miembros de Crazy MAX cambiaron sus nombres, con Shiima siendo rebautizado CIMA y sus compañeros SUWA, TARU y Dandy Fuji. 
A inicios de 2000, MAKOTO se unió al grupo durante un tiempo después de derrotar a TARU en un combate, decisión que no agradó a este último, pero contra la que no se opuso. De hecho, TARU promovió el reclutamiento de dos luchadores más, Susumu Mochizuki y Yasushi Kanda, pero éstos se rebelaron contra CIMA y sus aliados la misma noche y fundaron un grupo heel por su cuenta con Masaaki Mochizuki, siendo llamado M2K. De este modo Crazy MAX quedó convertido en face, y se inició un feudo con M2K. TARU, habiendo sido traicionado también por MAKOTO, le derrotó en un combate para expulsarlo de la empresa. Su hueco fue cubierto con Stalker Ichikawa, un luchador de comedia que sorprendentemente había causado una humillante derrota a M2K, lo que le brindó el puesto en Crazy MAX; sin embargo, tras poco tiempo fue expulsado, ya que no encajaba con la imagen del grupo. CIMA, SUWA & Big Fuji ganaron el UWA World Trios Championship ante M2K, perdiendo el título contra ellos y volviéndolo a recuperar, todo en cuestión de meses. Sin embargo, después de perder el título ante Magnum TOKYO, Dragon Kid & Ryo Saito, SUWA, quien no había tolerado bien el cambio de imagen a face, dejó el equipo. Tras ello, el equipo, ahora reducido a tres, volvió a ganar el UWA World Trios Championship de M2K.
Meses más tarde, SUWA regresó, pero esta vez del lado contrario a Crazy MAX, atacando a Fuji tras un combate. Esto produjo una división; mientras CIMA fue con SUWA, TARU se unió a Fuji, y ambos equipos tuvieron un combate por equipos que acabó sin resultado; al final, los cuatro se reconciliaron y Crazy MAX volvió a funcionar. El siguiente feudo del grupo fue con Italian Connection (Milano Collection A.T., YASSINI, YOSSINO, Condotti Shuji, Pescatore Yagi & Berlinetta Boxer), con quienes habían perdido el campeonato de la UWA; para vengarse, Fuji "secuestró" a Mikeru, el perro invisible de Milano, y luego el grupo recuperó el título, secuestrando también a Venezia, el mono mascota de YOSSINO. 
En enero de 2003, Takamichi Iwasa fue promovido a miembro del grupo, y comenzó a ser entrenado por ellos, pero acabaron abandonándole en poco tiempo, ya que no mostró las habilidades suficientes. Sin embargo, Jun Ogawauchi sí consiguió pasar las pruebas y consiguió su puesto en el grupo, aunque debiendo soportar el menosprecio de SUWA. En mayo, el grupo perdió el campeonato ante Do FIXER (Genki Horiguchi, Ryo Saito & Susumu Yokosuka). Luego, en 2004, CIMA anunció que ese año sería un renacimiento para Crazy MAX. Ese año, sin embargo, Jun tuvo una lesión y debió retirarse de la lucha libre, mientras que meses después SUWA le seguiría debido a una lesión de hombro. SUWA fue sustituido con Stalker Ichikawa, mientras CIMA competía en un torneo por el Ultimo Dragon Gym Championship; finalmente, CIMA resultó ganador tras derrotar a Shuji Kondo.

### Dragon Gate (2004-2017)

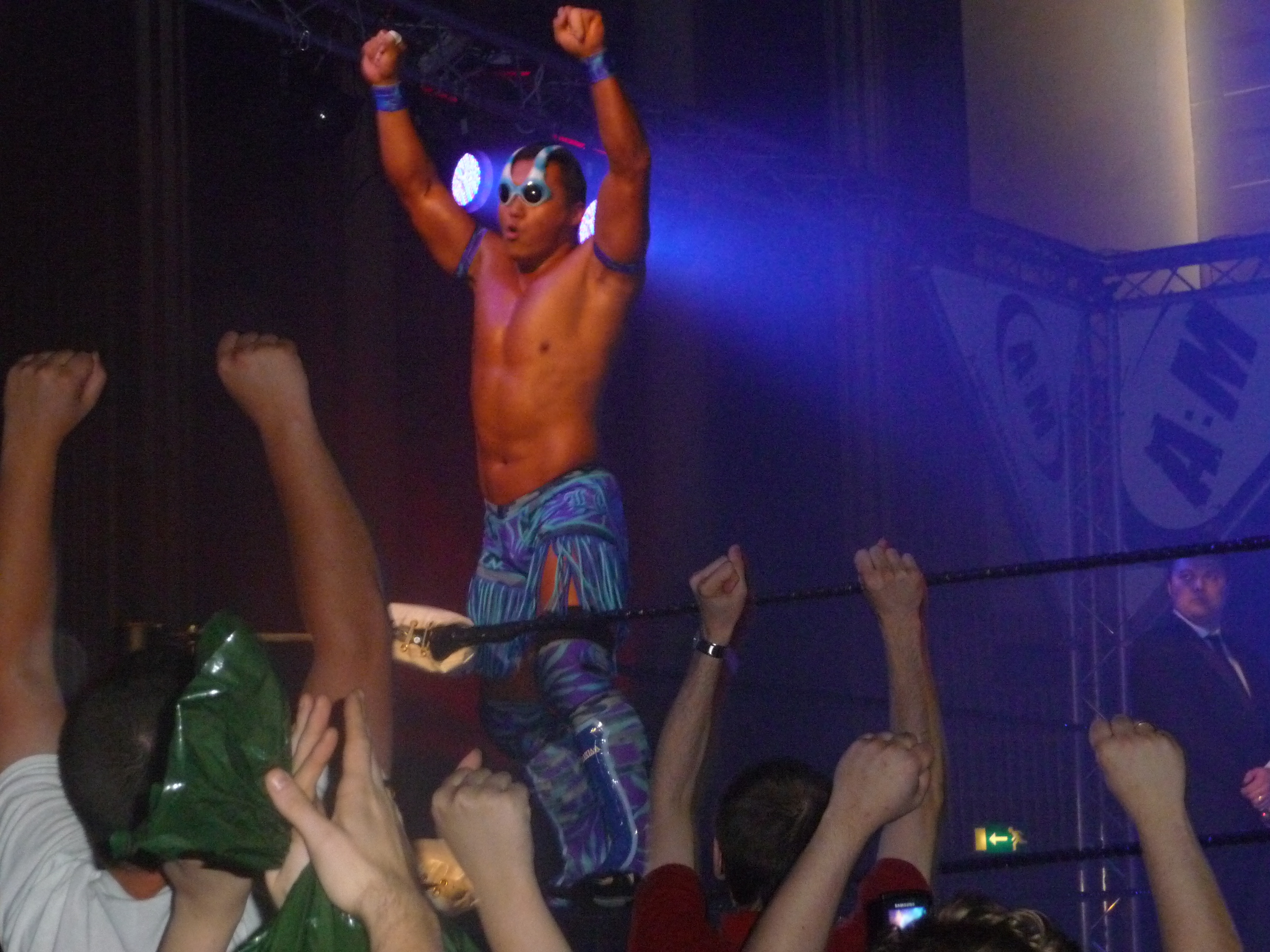
CIMA durante su entrada.

Poco después del cierre de Toryumon Japan debido a la partida de Último Dragón, quien se llevó el nombre de Toryumon con él, CIMA y gran parte del plantel iniciaron la empresa Dragon Gate. Allí, Fuji decidió abandonar Crazy MAX, siendo sustituido por el nuevo miembro Shingo Takagi. Sin embargo, el nuevo trío no logró demasiado éxito, al lado de nuevos stables como Aagan Iisou. El último combate del equipo fue en noviembre de 2004, siendo finalmente desbandado.
En enero de 2010, CIMA colgó varios comentarios en su blog en los que (kayfabe) insultaba a los luchadores de Osaka Pro Wrestling, lo que ocasionó que LOV, el principal grupo heel de OPW, dirigido por Tigers Mask & Black Buffalo, invadiese Dragon Gate para atacarle, y retarle a ir a su empresa para responder ante ellos. Semanas después, Gamma, el gran amigo de CIMA, intervino en un show de OPW para atacar a Tigers, y confirmó que CIMA estaría allí el siguiente evento. Sin embargo, cuando llegó esta fecha, Gamma dijo haber dicho "Shisa" y "Shima", con lo que fue Super Shisa el que le acompañó, enfureciendo a los de Osaka. Por esas fechas, CIMA & Gamma -quienes ya recibieron el nombre de dúo de Osaka06- ganaron el Open the Twin Gate Championship ante WORLD-1 (Masato Yoshino & Naruki Doi), pero lo perdieron poco después ane Shingo Takagi & Cyber Kong. Sin perder impulso, WARRIORS-5 ganó el Open the Triangle Gate Championship contra Deep Drunkers (Kzy, Takuya Sugawara & Yasushi Kanda), pero fueron atacados por Tigers Mask y los de Osaka Pro durante una de sus luchas, lo que les supuso una pérdida temporal del título ante WORLD-1. Después de que CIMA derrotase a Billy Ken Kid para ganar el Osaka Pro Wrestling Championship y de que Tigers Mask derrotase a Shisa para ganar el Open the Brave Gate Championship, se acordó un combate entre ambos para que los dos títulos fuesen a una sola empresa; sin embargo, Tigers ganó, llevándose los cinturones a OPW. El Brave Gate Championship permanecería un tiempo en Osaka, hasta que fue ganado por Masato Yoshino para ser llevado de vuelta a Dragon Gate.
Durante la Summer Adventure Tag League IV de 2010, Osaka06 compitió encarnizadamente en ella contra equipos como Knesuka (K-ness & Susumu Yokosuka) y WORLD-1 (Masato Yoshino & Naruki Doi), pero no lograron llegar a la final. El fracaso en el torneo comenzó a causar fricción entre Gamma y CIMA, ya que mientras que CIMA prefirió dedicarse a su carrera individual, Gamma pujaba por seguir compitiendo en equipo. Después de perder el Triangle Championship ante Naoki Tanizaki, Takuya Sugawara & Yasushi Kanda, CIMA espetó a Gamma que se encontrase otro compañero, cosa que Gamma hizo: su compañero fue Naruki Doi, quien acababa de convertirse en heel. La elección puso a WARRIORS en contra de Gamma y este se deshizo de ellos, ganando el Open the Twin Gate contra Knesuka y formando un grupo con Naruki llamado Team Doi. Durante ese tiempo, una serie de luchadores con máscaras habían comenzado a asaltar a otros equipos de Dragon Gate a lo largo de semanas sin que nadie consiguiese aclarar quienes eran, hasta que finalmente se revelaron: se trataba de Team Doi y WARRIORS en comunión, algo que nadie esperaba. CIMA mismo apareció para declarar que toda la traición de Gamma había sido un montaje para despistar al resto de luchadores de Dragon Gate y que éstos no se percatasen de la venida de un nuevo equipo, y anunció que el nombre de la nueva agrupación sería Blood WARRIORS, declarando la guerra a todas las demás unidades de Dragon Gate.

### All Elite Wrestling (2019-2020)
A principios del 2019, CIMA firmó con la empresa All Elite Wrestling (AEW), tanto el, hicieron una alianza con Oriental Wrestling Entertainment (OWE). El 25 de mayo, CIMA debutó en el inaugural evento de AEW Double or Nothing haciendo equipo con El Lindaman y T-Hawk quienes fueron derrotados ante SoCal Uncensored (Christopher Daniels, Frankie Kazarian & Scorpio Sky). El 13 de julio, CIMA apareció en Fight for the Fallen con una derrota contra Kenny Omega.

## Campeonatos y logros
- Australian Wrestling Federation
  - AWF Heavyweight Championship (1 vez)[1]

- Dragon Gate
  - Dragon Gate Open the Brave Gate Championship (1 vez)[1]
  - Dragon Gate Open the Dream Gate Championship (3 veces, actual)[1]
  - Dragon Gate Open the Owarai Gate Championship (2 veces)[1]
  - Dragon Gate Open the Twin Gate Championship (3 veces) – con Gamma (2) y Ricochet (1)
  - Dragon Gate Open the Triangle Gate Championship (10 veces) – con Naruki Doi & Shingo Takagi (1), Naruki Doi & Don Fujii (1), Magnitude Kishiwada & Masato Yoshino (1), Jack Evans & BxB Hulk (1), Ryo Saito & Susumu Yokosuka (2), Gamma & KAGETORA (1), Gamma & Genki Horiguchi (2) y Dragon Kid & Ricochet (1)
  - Dragon Gate USA Open the United Gate Championship (2 veces) - con Ricochet (1) y AR Fox (1)

- International Wrestling Revolution Group
  - IWRG Intercontinental Welterweight Championship (2 veces)[1]
  - Distrito Federal Trios Championship (1 vez) - con Judo Suwa & Sumo Fuji[10]
  - Copa Higher Power (1998) - con Último Dragón, Magnum Tokyo, Ryo Saito, Judo Suwa, Sumo Fuji & Lyguila

- Michinoku Pro Wrestling
  - Futaritabi Tag Team League (1999) – con SUWA

- Osaka Pro Wrestling
  - OPW Championship (1 vez)

- Pro Wrestling Guerrilla
  - Battle of Los Angeles (2007)[1]

- Toryumon
  - NWA International Light Heavyweight Championship (1 vez)[1]
  - Último Dragón Gym Championship (2 veces)
  - UWA World Trios Championship (4 veces) – con SUWA & Don Fujii (3) y TARU & Big Fuji(1)[1]
  - El Número Uno (2003)
  - One Night Tag Tournament (2002) - con SUWA

- Pro Wrestling Illustrated
  - Situado en el N°103 en los PWI 500 de 1999[11]
  - Situado en el N°44 en los PWI 500 de 2000[12]
  - Situado en el N°73 en los PWI 500 de 2001[13]
  - Situado en el N°94 en los PWI 500 de 2002[14]
  - Situado en el N°110 en los PWI 500 de 2003[15]
  - Situado en el N°56 en los PWI 500 de 2006[16]
  - Situado en el N°52 en los PWI 500 de 2007[17]
  - Situado en el N°46 en los PWI 500 de 2008[18]
  - Situado en el Nº114 en los PWI 500 de 2009[19]
  - Situado en el Nº158 en los PWI 500 de 2010[20]
  - Situado en el Nº471 dentro de los 500 mejores luchadores de la historia - PWI Years, 2003[21]
  - Situado en el Nº257 en los PWI 500 de 2019[22]

- Wrestling Observer Newsletter
  - Lucha de 5 estrellas (2006) con Masato Yoshino & Naruki Doi contra Dragon Kid, Genki Horiguchi & Ryo Saito (ROH Supercard of Honor, 31 de marzo)[23]
  - Lucha del año (2006) con Masato Yoshino & Naruki Doi contra Dragon Kid, Genki Horiguchi & Ryo Saito (ROH Supercard of Honor, 31 de marzo)[23]

- Tokyo Sports Grand Prix
  - Premio técnico (2006)[24]